# Enslöv
Enslöv är kyrkbyn i Enslövs socken i Halmstads kommun i Hallands län. Orten ligger i östra utkanten av tätorten Åled på Nissans östra strand.
Där ligger Enslövs kyrka som invigdes 1835. På platsen har en kyrka funnits sedan medeltiden. I anslutning till kyrkan ligger kyrkogård, församlingshem och en f.d. prästgård. Första skolbyggnaden uppfördes i närheten 1867. Numera ligger där en kommunal låg- och mellanstadieskola, Åledsskolan. Där finns även en kommunal förskola samt ett vandrarhem. I anslutning till skolan har fotbollsklubben Sennans IF sin klubbstuga och träningsplan.
Nära kyrkan uppfördes 1901 ett hem för äldre, ett s.k. fattighus. Senare kallat Birkagårdens ålderdomshem. En del av huset användes även som kommunalrum för de i kommunen styrande. Det rummet har även använts som skolsal. Fastigheten används numera som vandrarhem.